# دان هاريس
دان هاريس هو سياسي كندي، ولد في 3 أغسطس 1979 في تورونتو في كندا. حزبياً، نشط في الحزب الديمقراطي الجديد. وقد انتخب عضو مجلس العموم الكندي.